# Cardinal (uva)

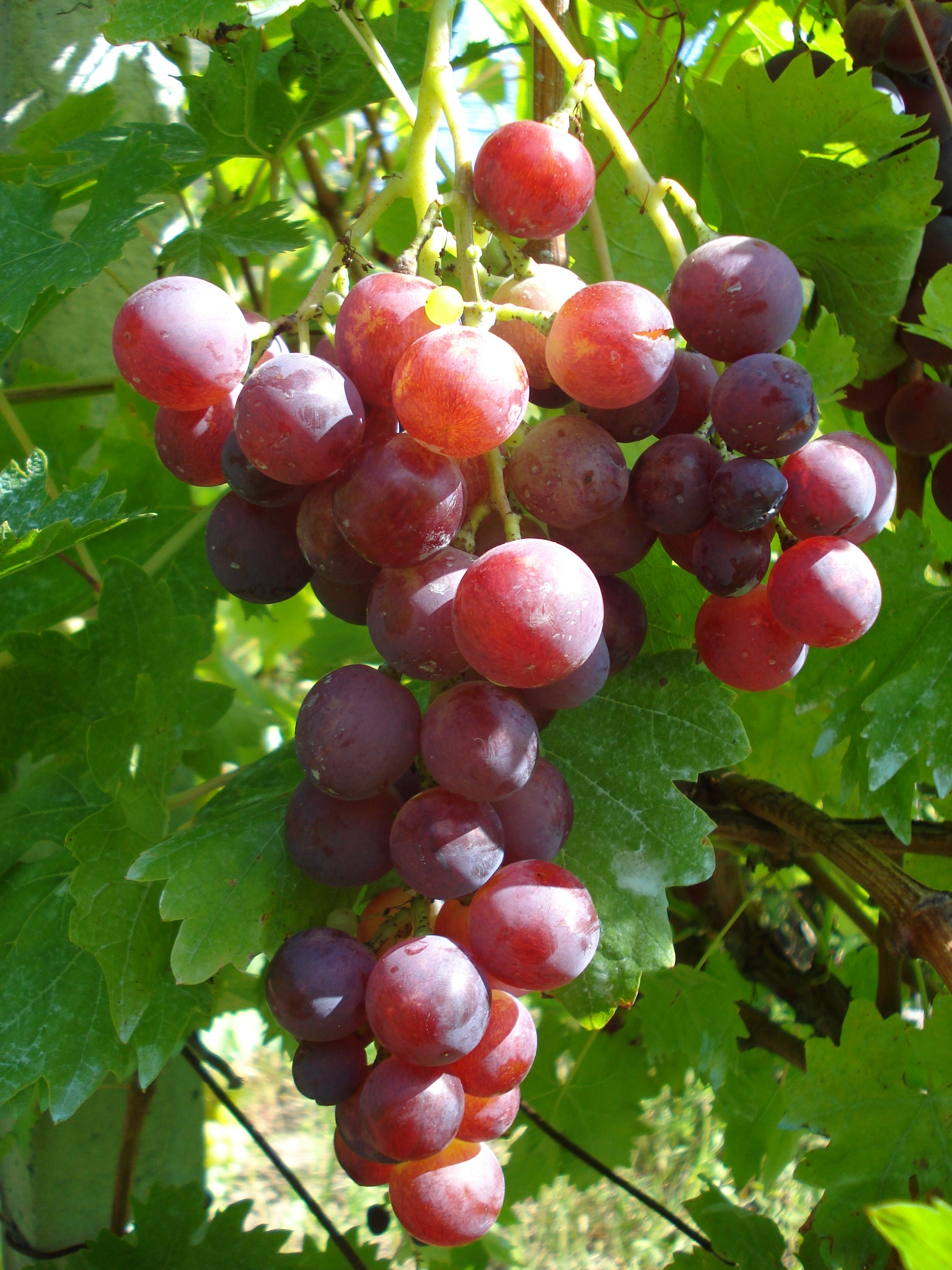
Uva cardinal

La cardinal es una uva de mesa tinta producida por primera vez en California en 1939. La uva es un cruce entre las uvas de mesa flame seedless (o flame tokay) y ribier. En los Estados Unidos, Bulgaria Francia, Italia y Rumanía esta uva se utiliza como típica uva de mesa para comer y hacer pasas. Conforme a la Orden APA/1819/2007, de 13 de junio (BOE del día 21), está recomendada en España como uva de mesa, no apareciendo entre las variedades destinadas a la producción de pasas. En Tailandia y Vietnam se usa ampliamente para producir vino.